# Apfelthal
Apfelthal ist ein zum Markt Mörnsheim gehörender Weiler im oberbayerischen Landkreis Eichstätt. Es ist der westlichste Ort im Landkreis Eichstätt. 

## Geografische Lage

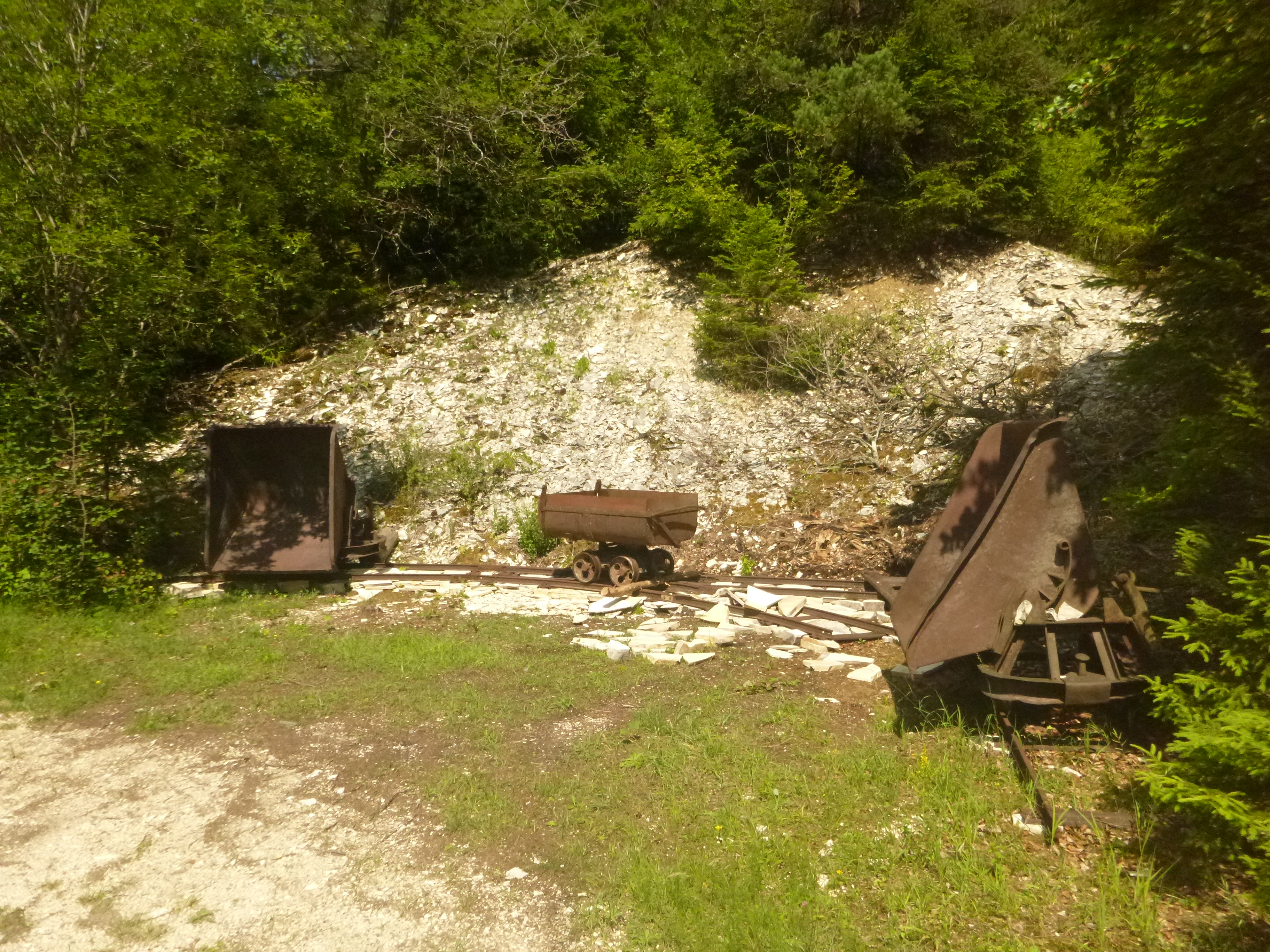
Güterloren zum Abtransport von Juraplatten

Der zur Gemarkung Mühlheim gehörende Ort mit seinen weniger als zehn Gebäuden, nicht alle bewohnt, liegt versteckt in den Ländereien zwischen Mörnsheim und Solnhofen. Erreichbar ist er über die von Mörnsheim nach Solnhofen führende Kreisstraße EI 12. Mit seinen Nachbarorten bildet Apfelthal das Zentrum des Abbaus von Juraplattenkalk (Solnhofener Plattenkalk). Apfelthal ist umgeben von Wäldern, Feldern, Tälern und sanften Höhen mit den Steinbrüchen. In unmittelbarer Nähe des Ortes treffen die Regierungsbezirke Oberbayern, Schwaben und Mittelfranken zusammen.

## Geschichte
Der Weiler entstand in den 1850er Jahren, bedingt durch den Abbau der Kalkschieferplatten. Neben dem Abbau von Juraplattenkalk in den Steinbrüchen der Umgebung und in einem Natursteinwerk des Weilers selbst lebten und leben die Bewohner (1877: 22, 1912: 34, 1938: 25, 1950: 42, 1973: 29) von der Landwirtschaft. 1969 wurde eine Flurbereinigung durchgeführt.
Am 1. Juli 1972 wurde Apfelthal zusammen mit der Gemeinde Mühlheim, der der Ort angehörte, in den Markt Mörnsheim eingegliedert.

## Kultur und Sehenswürdigkeiten
Im Jahr 2003 wurde oberhalb von Apfelthal ein Steinbruchlehrpfad mit Fossilienerlebnisplatz errichtet. Der Lehrpfad führt auf einer Strecke von ca. 1,5 Kilometer durch den Wald zum Fossilienerlebnisplatz. Auf dem Weg informieren Tafeln über die Entstehung der Plattenkalke und der Fossilien, über die Verwendung des heimischen Natursteins und das richtige Suchen nach Versteinerungen.